# Kimkatjåkkå
Kimkatjåkkå är ett naturreservat i Arvidsjaurs kommun i Norrbottens län.
Området är naturskyddat sedan 1997 och är 0,1 kvadratkilometer stort. Reservatet omfattar en del av sydsluttningen av berget Giekatjåkkå och myrmark nedanför. Reservatet består av gammal tallskog med inslag av gran, asp och björk.